# Underwood (Dakota del Nord)
Underwood è un centro abitato (city) degli Stati Uniti d'America, situato nella Contea di McLean, nello Stato del Dakota del Nord. Nel censimento del 2010 la popolazione era di 778 abitanti. La città è stata fondata nel 1903 lungo la ferrovia Soo Line Railroad, tra Bismarck e Max e prende il nome da Fred D. Underwood, vicepresidente della ferrovia a quel tempo.

## Geografia fisica
Secondo i rilevamenti dell'United States Census Bureau, la località di Underwood si estende su una superficie di 2,36 km², tutti occupati da terre.

## Popolazione
Secondo il censimento del 2000, a Underwood vivevano 812 persone, ed erano presenti 229 gruppi familiari. La densità di popolazione era di 352 ab./km². Nel territorio comunale si trovavano 381 unità edificate. Per quanto riguarda la composizione etnica degli abitanti, il 96,80% era bianco, l'1,11% era nativo e il 2,09% apparteneva a due o più razze. La popolazione di ogni razza ispanica corrispondeva allo 0,25% degli abitanti.
Per quanto riguarda la suddivisione della popolazione in fasce d'età, il 20,9% era al di sotto dei 18, il 6,0% fra i 18 e i 24, il 20,7% fra i 25 e i 44, il 29,6% fra i 45 e i 64, mentre infine il 22,8% era al di sopra dei 65 anni di età. L'età media della popolazione era di 46 anni. Per ogni 100 donne residenti vivevano 91,5 maschi.

## Clima
Questa regione climatica è caratterizzata da grandi differenze di temperature tra stagioni; con estati calde (spesso umide) e inverni freddi (spesso rigidi). Secondo la Classificazione dei climi di Köppen Underwood ha un clima continentale umido, abbreviato "Dfb" nelle mappe climatiche.